# Han Hyong-il
Han Hyong-il est un footballeur nord-coréen puis entraîneur de l'équipe de Corée du Nord de football à partir de février 2006. Il était alors âgé de 45 ans. 
Ancien avant-centre international, il joue entre 1980 et 1990 pour l'équipe nationale, victorieuse notamment aux Jeux asiatiques à Pékin en 1990, aux 17e et 18e International Tournois de football du "Trophée du Roi" de Thaïlande et les 13èmes Universiades.
En tant qu'entraîneur de l'équipe nationale nord-coréenne de mai à novembre 2005, il contribue à ses succès aux seconds championnats internationaux d'Asie de l'est et aux quatrièmes jeux asiatiques.  